# 선산 노진환 소장 전적
선산 노진환 소장 전적(善山 盧鎭桓 所藏 典籍)은 대한민국 경상북도 구미시 선산읍 독동리에 있는, 조선 후기 및 한말의 정치·경제·사회·법제사 및 재지사족(在地士族)들의 범절과 서예사 연구에 중요한 자료이다.
2003년 3월 3일 경상북도의 유형문화재 제344호로 '19종 35책 117매 1폭'이 지정되었고, 2004년 10월 14일 '12종 1책 27매'가 추가로 지정되었다.

## 당초 지정사유
노진환이 소장한 전적은 모두 필사원본(筆寫原本)으로서 조선 후기 및 한말의 정치·경제·사회·법제사 및 재지사족(在地士族)들의 범절과 서예사 연구에 중요한 자료이며, 특히 선산군(善山郡)『훈령(訓令)』은 1895년부터 1901년까지 선산군에 하달된 경상도관찰사(慶尙道觀察使)의 훈령(訓令)을 비롯하여 도지부(度支部), 내무부(內務部) 등의 훈령(訓令)과 칙령(勅令) 등을 연월순으로 등록, 정리한 것으로 근대 행정사연구에 귀중한 자료로 평가된다.
고문서는 종류가 다양하며, 각기 일정한 문화재적, 사료적 가치를 지니고 있으며, 보존상태도 양호하고 문서의 원형이 잘 유지되고 있으며, 특히 점연문기(粘連文記)와 봉수(烽燧) 관련 문서는 사료적 가치가 아주 높다.
따라서 전적과 고문서를 일괄하여 유형문화재로 지정하고 그 명칭을 "선산 노진환 소장 전적(善山 盧鎭桓 所藏 典籍)"으로 한다.

## 추가 지정사유
이번에 추가지정 신청된 필사원본류와 고문서는 유일본으로서 역사연구에 있어서 가장 일차적인 자료로 관찬사료의 미비점을 보완한다. 특히 분재기(分財記), 명문(明文), 호구단자(戶口單子), 해유문기(解由文記), 사통(私通) 등은 그 내용이 현실성 구체성 정확성을 동시에 가지고 있다는 점에서 해당시대의 사회경제적 이면상을 이해하는데 중요한 자료적 가치가 있다. 따라서 문서의 효과적인 보존과 관리를 위해 이들 문서를 이미 유형문화재 제344호로 지정된 "善山 盧鎭桓 所藏 典籍”의 지정내용에 추가지정한다.

## 참고 문헌
- 선산 노진환 소장 전적 - 국가유산청 국가유산포털